# Micrurus decoratus
Micrurus decoratus é uma espécie de cobra-coral, um elapídeo do gênero Micrurus. É uma coral tricolor que pode medir até 67 cm. Corpo com amplas bandas vermelhas separadas por tríades de anéis pretos (entre 13 e 19), ponta do focinho branca com banda preta na cabeça. É endêmica do litoral sudeste do Brasil.